# Aeropuerto Binacional de Rivera
El Aeropuerto Internacional de Rivera - Presidente General Óscar Gestido (IATA: RVY, OACI: SURV) es el primer aeropuerto binacional de América Latina y el segundo en el mundo. Está ubicado en la ciudad de Rivera del departamento homónimo. El aeropuerto sirve a las ciudades fronterizas de Rivera, en Uruguay y Santana do Livramento, en Brasil. 
Actualmente opera vuelos domésticos e internacionales no regulares, tanto bajo reglas de vuelo instrumental como bajo reglas de vuelo visual, y su categoría OACI es 3D.

## Historia
Fue inaugurado el 16 de junio de 1979 recibiendo la denominación Aeropuerto Internacional de Rivera "Cerro Chapeu”. En el año 1999 fue renombrado en homenaje al aviador militar y presidente de la República Óscar Diego Gestido.
El aeropuerto de Rivera es administrado y mantenido por el Ministerio de Defensa Nacional. El equipamiento y la tecnología de esta terminal ha quedado casi obsoleto debido a limitaciones financieras, por lo que en diciembre de 2020 el gobierno uruguayo creó el Sistema Nacional de Aeropuertos Internacionales (SNAI), con el fin de priorizar el desarrollo de servicios aeroportuarios en el país.
En abril de 2021 se estableció que Rivera sería uno de los ocho aeropuertos que integrarían este sistema. El poder ejecutivo prevé licitar la concesión de sus operaciones a privados por un mínimo de 30 y un máximo de 50 años. Los requisitos son llevar a cabo obras de infraestructura y acondicionamiento de pistas, tecnología de control de vuelos y modernización de servicios de tierra para aumentar la capacidad de aeronaves de pasajeros y cargas.
El aeropuerto se remodeló durante 2023 y 2024, con la repavimentación de la pista y la instalación de nueva iluminación LED, además de nuevas luces de aproximación y un PAPI. El edificio de la terminal también se renovó y amplió. La torre de control recibió nuevo equipamiento, así como instalaciones y equipos para los bomberos y la policía.
En el año 2023 los presidentes Luis Lacalle Pou, de Uruguay y Luis Inácio Da Silva, de Brasil acordaron declarar el aeropuerto de Rivera como binacional debido a su cercanía con las ciudades fronterizas de Rivera y Santana do Livramento. En diciembre del mismo año se concretaría la inauguración la nueva terminal con presencia de todas las autoridades y el inicio de sus operaciones. La obra de la nueva terminal fue proyectada por el estudio Gómez Platero.

## Pista
El aeródromo cuenta con una única pista de aterrizaje, la 05/23, de tratamiento bituminoso y con 1830 metros de largo y 45 de ancho, con capacidad para hasta 30 toneladas, lo que permite operar aeronaves regionales.

## Aerolíneas y destinos
En la década del 2000 poseía vuelos comerciales regulares en la ruta Montevideo-Rivera, y la ruta Rivera-Porto Alegre se había explotado intermitentemente en la década anterior.
Hasta diciembre de 2013 la línea aérea uruguaya BQB Líneas Aéreas operó vuelos conectando esta terminal con el Aeropuerto Internacional de Carrasco. La ruta fue abandonada debido a la baja demanda.
En 2019 se anunció la conexión entre las ciudades de Porto Alegre y Santana do Livramento operando en el aeropuerto de Rivera, que a pesar de estar en territorio uruguayo, desde el punto de vista migratorio y de aduanas, se los considera como vuelos domésticos dentro de Brasil. El primer vuelo de esta ruta operó el 16 de diciembre de 2019. Las operaciones fueron suspendidas previo al inicio de la pandemia.
Rivera se suma a los aeropuertos ya operativos de Carrasco, Punta del Este y Carmelo. A su vez, las obras en el Aeropuerto de Salto están por finalizar, y se comenzaran los procesos de modernización de los aeropuertos de Melo, Paysandú y Durazno.

### Futuros destinos
| Países   | Destinos | Aeropuertos                                | Aerolíneas | Notas                                                                                     |
| -------- | -------- | ------------------------------------------ | ---------- | ----------------------------------------------------------------------------------------- |
| Paraguay | Asunción | Aeropuerto Internacional Silvio Pettirossi | Paranair   | Por concretar frecuencias y fecha de inicio, aunque se anuncia que antes del fin de 2025. |

### Antiguos destinos
| Países  | Destinos       | Aeropuertos                                 | Aerolíneas                                     |
| ------- | -------------- | ------------------------------------------- | ---------------------------------------------- |
| Brasil  | Curitiba       | Aeropuerto Internacional Afonso Pena        | BQB Líneas Aéreas                              |
| Brasil  | Florianópolis  | Aeropuerto Internacional Hercílio Luz       | BQB Líneas Aéreas                              |
| Brasil  | Pelotas        | Aeropuerto Internacional de Pelotas         | Azul Linhas Aéreas Brasileiras                 |
| Brasil  | Porto Alegre   | Aeropuerto Internacional Salgado Filho      | BQB Líneas Aéreas, TwoFlex y NHT Linhas Aéreas |
| Uruguay | Artigas        | Aeropuerto Internacional de Artigas         | PLUNA y TAMU                                   |
| Uruguay | Durazno        | Aeropuerto Internacional Santa Bernardina   | PLUNA                                          |
| Uruguay | Melo           | Aeropuerto Internacional de Cerro Largo     | PLUNA y TAMU                                   |
| Uruguay | Montevideo     | Aeropuerto Internacional de Carrasco        | PLUNA, TAMU, Aeromás y BQB Líneas Aéreas       |
| Uruguay | Montevideo     | Aeropuerto Internacional Ángel Adami        | PLUNA                                          |
| Uruguay | Paysandú       | Aeropuerto Internacional Tydeo Larre Borges | TAMU,                                          |
| Uruguay | Salto          | Aeropuerto Internacional Nueva Hespérides   | TAMU y BQB Líneas Aéreas                       |
| Uruguay | Tacuarembó     | Aeropuerto Departamental de Tacuarembó      | PLUNA y TAMU                                   |
| Uruguay | Treinta y Tres | Aeropuerto Departamental de Treinta y Tres  | PLUNA y TAMU                                   |
| Uruguay | Vichadero      | Aeropuerto Departamental de Vichadero       | PLUNA                                          |

## Estadísticas
En 2020 Rivera fue el tercer aeropuerto uruguayo con mayor tránsito de vuelos internacionales de taxis aéreos (quinto en total de vuelos internacionales), y el segundo con mayor tránsito de pasajeros internacionales de taxis aéreos (cuarto en total de pasajeros internacionales). Se realizaron 272 vuelos nacionales y 91 vuelos internacionales de taxis aéreos, y transitaron un total de 475 pasajeros nacionales y 306 pasajeros internacionales.

## Acceso
El aeropuerto se encuentra en el extremo sudeste de la calle Héctor Gutiérrez Ruiz. Se accede a la ciudad de Rivera por esta calle al noroeste. La ciudad cuenta con servicio de taxis.

## Accidentes e incidentes
- 29 de junio de 1967: un Douglas C-47B-1-DK (DC-3) de la Fuerza Aérea Uruguaya, matrícula 522, volando desde Montevideo, sufrió de aquaplaning en una pista de césped mojado, al aterrizar en Rivera. El tren de aterrizaje colapsó, causando daños irreparables. No hubo heridos.[22]